# Liên bang Đông Phi
Liên bang Đông Phi (tiếng Swahili: Shirikisho la Afrika Mashariki) là một liên hiệp chính trị được đề xuất bao gồm bảy quốc gia của Cộng đồng Đông Phi (EAC) là Burundi, Cộng hòa Dân chủ Congo, Kenya, Rwanda, Nam Sudan, Tanzania và Uganda thành một quốc gia liên bang duy nhất. Tháng 9 năm 2018, một ủy ban được thành lập để bắt đầu quá trình soạn thảo bản hiến pháp cho khu vực, và dự thảo hiến pháp cho liên minh dự kiến sẽ được viết năm 2021, với việc thi hành bắt đầu năm 2023.

## Đặc điểm
Với diện tích 4.812.618 km², Liên bang Đông Phi sẽ là quốc gia lớn nhất châu Phi và lớn thứ bảy thế giới. Năm 2022, ước lượng dân số của nó là 312.362.653, đứng thứ nhất châu Phi và thứ tư trên thế giới. Dân số này sẽ lớn hơn dân số của Indonesia và hơn 90% dân số Hoa Kỳ.
Tiếng Swahili sẽ là lingua franca còn tiếng Anh là ngôn ngữ chính thức thứ hai. Kinshasa là thành phố đông dân nhất, còn thủ đô dự kiến sẽ là Arusha, một thành phố tại Tanzania gần biên giới Kenya, cũng là nơi đặt trụ sở của Cộng đồng Đông Phi.
Đơn vị tiền tệ được đề xuất cho liên minh này là đồng shilling Đông Phi, mà theo như một báo cáo năm 2013 thì sẽ trở thành đồng tiền chung cho năm trong sáu nước thành viên vào năm 2023. GDP (PPP) ước tính là 472,238 tỷ USD, đứng thứ năm châu Phi và thứ 43 trên thế giới.

## Lịch sử

### Đề xuất những năm 1960

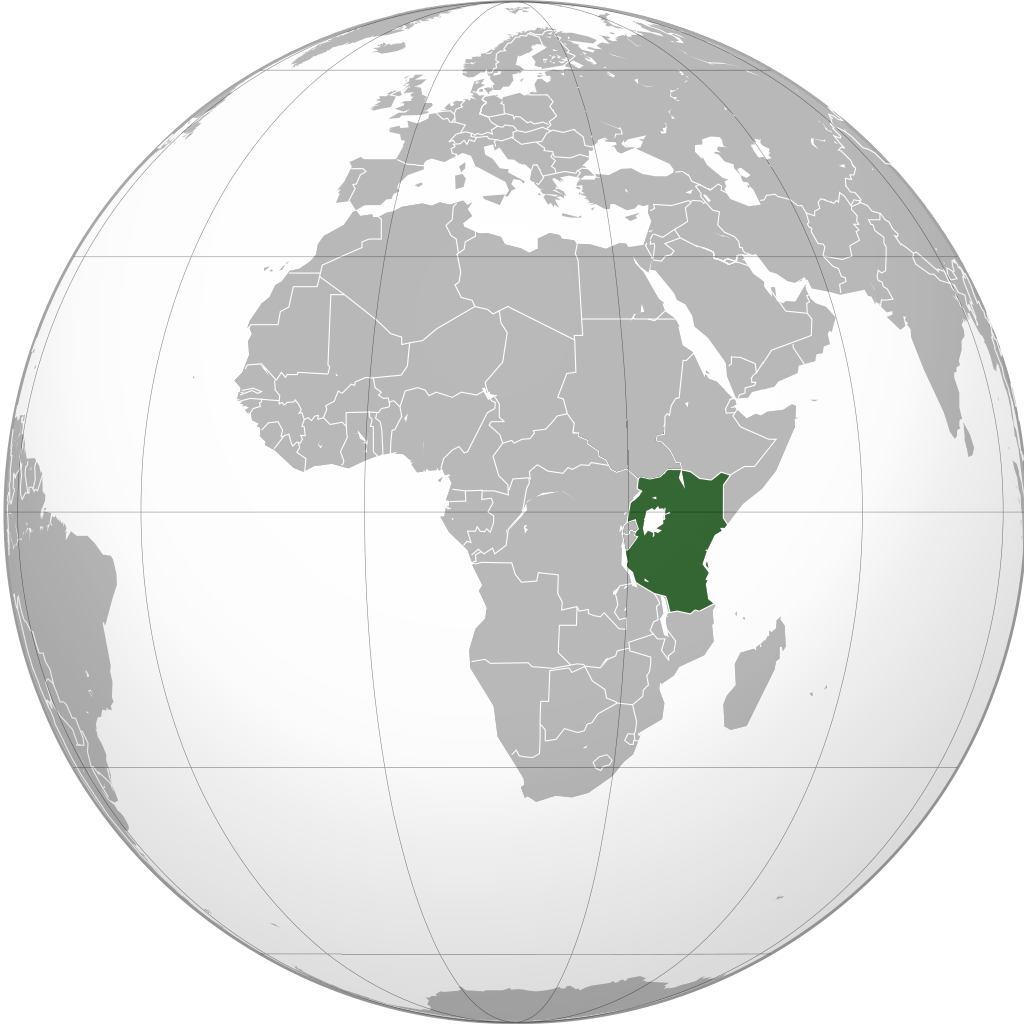
Liên bang Đông Phi được đề xuất thập niên 1960

Đầu những năm 1960, vào khoảng lúc Kenya, Tanganyika, Uganda và Zanzibar giành được độc lập từ thực dân Anh, lãnh đạo bốn nước bày tỏ ý định hình thành một liên bang. Năm 1960, Julius Nyerere thậm chí được yêu cầu dời ngày độc lập của Tanganyika (dự kiến năm 1961) để tất cả các lãnh thổ Đông Phi giành được độc lập cùng một lúc.
Tháng 6 năm 1963, Thủ tướng Kenya Jomo Kenyatta gặp Tổng thống Tanganyika Julius Nyerere và Tổng thống Uganda Milton Obote tại Nairobi. Bộ ba thảo luận về khả năng hợp nhất ba quốc gia của họ (cùng với Zanzibar) thành một Liên bang Đông Phi thống nhất, tuyên bố rằng việc này sẽ được hoàn thành vào cuối năm. Sau đó, nhiều cuộc thảo luận về việc chuẩn bị cho một liên minh được tiến hành.
Kenyatta trở nên lưỡng lự hơn về kế hoạch này và khi năm 1964 đến, liên bang vẫn chưa được hình thành. Tháng 5 năm 1964, Kenyatta bác bỏ một giải pháp kêu gọi sự tiến hành thành lập liên bang nhanh hơn. Ông khẳng định trước công chúng rằng sự thành lập liên minh chỉ là thủ đoạn để làm chậm tiến trình độc lập của Kenya khỏi nước Anh, nhưng Nyerere từ chối điều này. Vào khoảng cùng thời gian, Obote chống lại một Liên bang Đông Phi, thay vào đó ủng hộ sự đoàn kết toàn châu Phi, một phần vì sức ép chính trị trong nước với vương quốc nửa tự trị Buganda không đồng tình với việc nằm trong Liên bang Đông Phi dưới dạng một phần của Uganda thay vì là một thành viên độc lập.
Đến cuối năm 1964, khả năng về một Liên bang Đông Phi đã biến mất, tuy nhiên Tanganyika và Zanzibar đã thành lập liên minh tháng 4 năm 1964, cuối cùng trở thành Tanzania.

### Thập niên 2010, Cộng đồng Đông Phi
Việc thành lập liên bang Cộng đồng Đông Phi (EAC) đã được thảo luận, với dự kiến ban đầu về thời gian diễn ra là năm 2013. Năm 2010, EAC triển khai thị trường chung cho hàng hóa, nhân lực và tiền vốn trong khu vực, với mục đích sử dụng đồng tiền chung năm 2013 và liên bang năm 2015.
Nam Sudan được chấp thuận làm thành viên của EAC tháng 3 năm 2016, và chính thức gia nhập tháng 9 năm 2016. Nó sẽ là thành viên thứ sáu của Liên bang Đông Phi. Với những vấn đề cơ sở hạ tầng còn dai dẳng tại quốc gia mới này từ khi Tổng thống Salva Kiir Mayardit cắt đứt giao thương dầu mỏ với Sudan, Nam Sudan đã quyết định đầu tư vào xây dựng đường ống dẫn dầu đi vòng qua Sudan. Những đường ống mới này sẽ kéo dài qua Ethiopia đến hải cảng Djibouti, cũng như đến vùng đông nam bờ biển Kenya. Sự hợp tác này có thể sẽ làm gia tăng khả năng Nam Sudan gia nhập Liên bang Đông Phi.
Ngày 14 tháng 10 năm 2013, lãnh đạo các nước Uganda, Kenya, Rwanda và Burundi bắt đầu một cuộc họp tại Kampala dự kiến soạn thảo hiến pháp cho Liên bang Đông Phi, nhưng đến tháng 12 năm 2014, nỗ lực cho một liên minh chính trị đã bị dời đến 2016 hoặc muộn hơn.
Tháng 2 năm 2016, Tổng thống Uganda Yoweri Museveni nói liên minh là "mục tiêu số một chúng ta nên hướng tới". Tháng 11 năm 2016, Nội các EAC nhất trí thành lập một Liên hiệp các quốc gia Đông Phi trước khi Liên bang Đông Phi được thành lập.
Tháng 9 năm 2018, một ủy ban gồm các chuyên gia luật trong khu vực được lập nên để bắt đầu tiến trình soạn thảo một hiến pháp khu vực. Ủy ban tham gia một cuộc họp cố vấn tại Burundi trong năm ngày 14–18 tháng 1 năm 2020. Tại đây, ủy ban thông báo một hiến pháp liên bang sẽ được soạn thảo cuối năm 2021. Sau khi dự thảo được chấp thuận bởi sáu nước EAC trong vòng một năm, Liên hiệp các quốc gia Đông Phi sẽ được thành lập năm 2023. Kế hoạch tiến tới một liên bang chính trị thống nhất sẽ được thảo luận cụ thể ở những buổi họp sau.
Vào tháng 4 năm 2020, Yoweri Museveni trình bày lại mong muốn đạt được đỉnh cao của Liên bang Đông Phi trong một bài phát biểu trước quốc gia, củng cố lập trường của ông rằng Liên bang Đông Phi có thể mang lại lợi ích chính trị và kinh tế cho khu vực.
Vào ngày 29 tháng 3 năm 2022, Hội nghị thượng đỉnh các nguyên thủ quốc gia thuộc Cộng đồng Đông Phi đã tổ chức Hội nghị cấp cao thông thường lần thứ 19. Cộng hòa Dân chủ Congo được gia nhập EAC theo quyết định nhất trí của nguyên thủ quốc gia của Hội nghị thượng đỉnh. Vào ngày 8 tháng 4 năm 2022, DRC chính thức gia nhập EAC và vào ngày 11 tháng 7 năm 2022, CHDC Congo chính thức trở thành thành viên của EAC.